# ويليام مارشال
ويليام مارشال (بالإنجليزية: William Marshall)‏ هو موزع وممثل أمريكي، ولد في 12 أكتوبر 1917 بشيكاغو في الولايات المتحدة، وتوفي في 8 يونيو 1994 بباريس في فرنسا.

## أعمال

### أفلام
- (1944) النصر المجنح

## وصلات خارجية
- وليم مارشال على موقع IMDb (الإنجليزية)
- وليم مارشال على موقع ميوزك برينز (الإنجليزية)
- وليم مارشال على موقع أول موفي (الإنجليزية)
- وليم مارشال على موقع قاعدة بيانات برودواي على الإنترنت (الإنجليزية)
- وليم مارشال على موقع قاعدة بيانات برودواي على الإنترنت (الإنجليزية)
- وليم مارشال على موقع قاعدة بيانات الأفلام السويدية (السويدية)
- وليم مارشال على موقع إن إن دي بي (الإنجليزية)
- وليم مارشال على موقع ديسكوغز (الإنجليزية)
- وليم مارشال على موقع قاعدة بيانات الفيلم (الإنجليزية)
- وليم مارشال على موقع كينوبويسك (الروسية)